# サンテリア

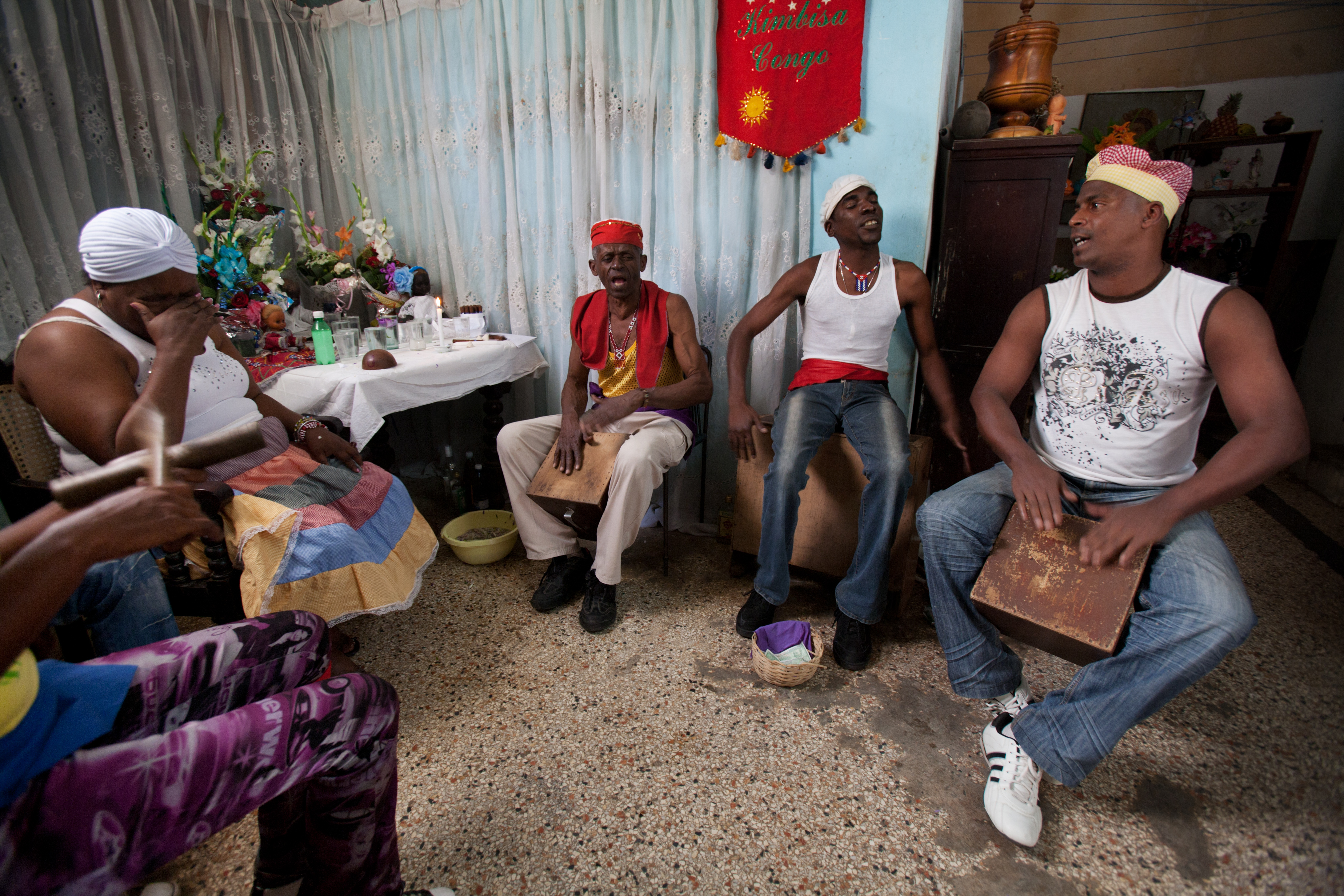
サンテリアの儀式風景（キューバ、2011年）

サンテリアまたはサンテリーア（Santería）は、主に西アフリカのヨルバ人の民俗信仰と、カトリック教会、スピリティズム（心霊主義／別名カルデシズム）などが混ざって成立したキューバ人の民間信仰。混淆宗教。呼称は聖人を指すスペイン語から。

## 概要
この信仰はハイチのブードゥー教と同じく、敬虔な信徒は自身をカトリックと主張しながら西アフリカに属する古代の神々を崇拝している。ただ、キューバ本島ではキューバ革命によって社会主義国家となって以降、表向き信教の自由は認められるものの、事実上弾圧されており、1980年代にはキリスト教信仰の実践をするため亡命する者が続出し、しばらく「キューバに宗教は存在しない」とまで言われていた。観光用としてのみダンスなどだけが奨励されていたそれが信仰として復活するのは一応1990年代で、1980年代から、サンテリアの信徒はカトリックと並行してこちらの信仰を実践するようになったが、社会主義時代と観光用に若干ゆがめられた儀礼の奨励により、信仰そのものは目立たないかあるいは公表しない信徒が多い。さらに21世紀になってもいわゆる宗教施設がなく、教会などが代行される。
当初、煙草の生産のために現モザンビーク、コンゴ等から、奴隷としてキューバへ連れてこられた黒人は、「出身地が違うもの同士」で住まわせられていたが、この政策は奴隷としての価値を下げることになったため、カビルド(cabildo)と呼ばれる各民族ごとに振り分けられたコミュニティへ住まわされることになった。この制度により、彼らは祖先の伝承その他を継承し得ることになり、その施設による伝統と抵抗その他の機能は煙草がサトウキビ栽培へ移行し、黒人がヨルバ人など西アフリカ系へ移っても、機能した。
このような経緯でキューバでは、ヨルバ人の前に連れてこられたバンツー人によるパロ（Palo; パロ・モンテ Palo Monte、パロ・マヨンベあるいはマジョンべ Palo Mayombeと呼ばれる比較的伝統に則ったものと、サンテリアと習合したブリジュンバBriyumba　かなり混淆が強いキンビサ）を筆頭にエフィク人などの興した、女人禁制で秘密結社としての面が強いアバクワ（Abakuá）、ダホメ系のフォン人が作ったレグラ・アララ、また東部のみで崇拝されるブードゥー教といった別種かつ多様なアフロ・キューバ信仰が発生することになった。
カビルドにおいて、一応キリスト教への教化も行われていたが、ヨルバの芸能、神事を継承せんとする黒人側の若干の抵抗と妥協により、讃美歌へクラ―ヴェと呼ばれる拍子木でリズムをとり、10人以上の黒人がコーラスを付ける、カントデクラ―ヴェ(Canto de clave)と呼ばれる芸能が発生し、これがソンと共にルンバの基礎となる。この芸能において使われるバタ(英語版)と呼ばれる太鼓(1930年が一応の最初である)は、元来サンテリアの神事で使われる神聖なものであった。
サンテリアなどでは、頻繁に供給されたルクミ(英語版記事)(ヨルバ語で「私の友達」を指す「oluku mi」の意からとられたヨルバ人の俗称)のオリシャと呼ばれる神々が、後にカトリックの守護聖人へ転生したと考える。そのため信徒はオリシャと同一視されるカトリックの聖人を、キリスト教の聖人として、またオリシャとして崇拝する為、ローマ・カトリックによって「Maria　de　las　mercedes(慈愛のマリア)」と呼ばれるキューバの守護聖人(英語版)は、コブレの聖母マリアであり同時に後述するサンテリアのオシュンとして、オリシャへの儀礼である石や葉巻やドル、ペソなどが捧げられる。
元々、混血が進んでいるうえに入植は男性のみであった主人であるスペイン人、ポルトガル人がその黒人の信仰、特に魔術の部分に注目し、それを実践するようになっている。
入門の儀式や厄よけの儀式を執り行う司祭をサンテーロ（男）、サンテーラ（女）と呼ぶ。彼らは宝貝（カラコル）を使った占いを行う。
同様にサンテリアへの入門の儀式や厄よけの儀式、イファ占いを行う司祭を特別にババラウォと呼ぶ。ババラウォとは、司祭（ラウォ）の父（ババ）という意味で、最高位の司祭のことである。彼らはエコレと呼ばれるチェ—ンか、インキンと呼ばれるココナッツの実を16個使ってイファ占いを行う。
なお、ブラジルにおいて同様の経緯でできたカンドンブレやその一派でリオデジャネイロを本拠とするマクンバ（Macumba）、また20世紀初頭にできたウンバンダは同様の信仰で、神々や精霊の呼称オリシャ、その種類、性格、儀礼などがかなり似るので互いの信徒は互いの信仰へ親近感を持つ。またサンテリアの信徒はブードゥーとは距離を置き、キューバでのブードゥーは限定的で信徒は多くないが、その信仰の一種でフォン人がマタンサスを根城に興したレグラ・アララと呼ばれる宗教は、オフンデガーラ(Ojun Degara)と呼ばれる奇跡の鳥がいる等、若干の差違がある以外はサンテリアに吸収されている。
　アバクワは「構成員はニャニーゴという」「至高神はアバシという」以外、ほぼ解っていないが、ヨルバ人の前に奴隷として連れてこられたバンツー人によるパロ・マヨンベから派生したパロ・モンテ、一名をレグラ・デ・コンゴは、ヨルバ人ほどの豊かな神話体系を持たないなどの理由から、ヨルバ人の信仰と完全に混淆し、彼らの崇拝する精霊ンプンゴが、至高神ザンビはサンテリアにおけるオロルン、オロフィ(英語版)、オロドゥマーレ(英語版)と同一視されるなどサンテリア各々のオリチャと融合することになった。

## オリシャ
サンテリア或いはカンドンブレで崇拝される神は、ヨルバ人の呼称を使ってオリシャと呼ばれる。ローズマリ・エレン・グィリーによれば、同じような体系を持つカンドンブレの神々はサンテリアでも共通して信仰されるが名前前者の呼称がポルトガル語でXango、Iemanja、Ogun　olorunと書かれるのに対し、サンテリアではスペイン語で、Chango yemaya、oggun　olorumと書かれる。檀原によればサンテリアではヨルバ人の名詞を「若干訛ったスペイン語」(S音がT音へ転換される)で表現しているため、オリシャはオリチャあるいはオチャとなり、 西アフリカの神シャンゴがチャンゴとなる。
ヨルバ人の伝える、激しい欲望、好み、気質などの人間的な性格をもつオリチャは、ブードゥーと同じくキリスト教の守護聖人と習合しているが、「自分たちが信仰する神々がカトリックの聖人に生まれ変わった」とするこの信仰は、ブードゥーが、それらしい聖人を当てるのに対し、「男性的でハンサムな若者」とされる情熱の神チャンゴに、「聖バルバラ」があてられるなど、元の神と性別が異なるものも多々ある。
　各々のオリチャには、何柱かの派生した神格が存在する。これらは「道」を指すスペイン語カミーノ(Camino)で称される。カミーノの数はまちまちで、100柱以上の者から1柱、ないしいない者もいる。また地方によって、チャンゴにカミーノはいないとされたり、オバルエクン(Obal　ekun　「トラを狩る者」)、オロリシャ(Orolisha)の2柱がいるとされたりする。
　オバタラ(obatala)(英語版)、エレッグア(eleggua)(英語版)、オルンラ(Olunraあるいは(Orunmila英語版記事))
　チャンゴ(Chango)、オッグン、イェマヤ(Yemaya)(英語版)、オシュン(Oshun)の7柱は、セブンアフリカンパワーズ(las siete potencias)と呼ばれる。
　檀原によればこの内の　オッグン、オチュン　エレッグア　にオチョッシ(英語版)　を加えた4柱を指して「4勇士」と呼ぶ。
　
- 創造神オロルン

ＲＥグィリーによれば、創造神は、ヌザーメ、オロフィあるいはオロルン、ババ・ヌクワという精霊で構成されるオロドゥマーレと呼ばれ、ヌザーメとババ・ヌクワが世界の創造の後に去ったという伝承がある。檀原によれば、オロルン(太陽を通して人間を見る天空のオリチャ)の他、　大地を司るオロフィ、宇宙を司るオロドゥマーレで三位一体を構成する。またこのオリチャからでた「アチェ」(スペイン語版)と呼ばれる者(檀原は「東洋の気やプラーナのようなもの」としている)が、諸々のオリチャになったという。パロ・モンテで対応する、光の側の最高神で人へ幸運を齎すザンビ(Zambi)又はンスンビ(Nzumbi)という語は、ゾンビの語とも関連する「霊的なもの」を指す一般名詞である。
- オバタラ(Obatala)

ＲＥグィリーによれば、最初の人間でもあり「白馬に跨った白人の男性」で白い者と関連付けられ、「慈悲の聖母(英語版記事)」があてられる。檀原説では両性具有とされ、このオリチャのカミーノの1つオリシャンラ(女性とされる)が人間を創造したために、オバタラ自身が発明を司るとされる。パロ・モンテではティエンバ・ティエラ(大地をゆするもの)と呼ばれる。
- エレッグア　(eleggua)

ＲＥグィリーによれば全ての門と入り口を支配し、道路を司る、もっとも偉大な神。聖なる守護天使　ミカエル　ポレの聖マルティヌス　聖ペテロと同一視される。檀原によれば鼠を使者とし、「パドヴァのアントニオ」があてられ、パロ・モンテでのルセーロがこれに当たる。立野淳也によれば、ヨルバ人のエシュ(Exu)という、十字路、交通を司るオリシャが起源で、ブードゥーでのレグバに当たる。
- オルンラ　(英語版記事)

ＲＥグィリーによればイファの図表を持ち、「エレッグア」とは大の親友である。檀原によれば彼は賢者で、運命と占いを司る為、ババラウォは彼に帰依している。彼はカミーノを持たない。聖人はアッシジのフランチェスコ、パロでは「ンプンゴ・ムナレンベ」という神があてられる。
- チャンゴ　(chango)

ＲＥグィリーによれば「男性的でハンサムな若者」で、妻の女神オバに監視されては「オシュン川英語版の女神オシュン」や「ニジェール川の女神オヤ」などと密通をしている。檀原説でも、オバを配偶者としオジャ(Oya)を戦闘のパートナーとし、オチュンに操られる。またこの、火と雷と戦争とバタ(英語版)を司るオリチャは、堪え性がなく女たらしで遊び好き、嘘つきで喧嘩っ早くギャンブルを好むというラテン気質の性格から、ラテンアメリカで特に尊崇を受けている。パロ・モンテでンサシあるいはシエテ・ラージョ(7つの雷)と呼ばれる。
- オッグン　(oggun)

ＲＥグィリーによれば彼はエレッグアの親友で、戦争、鉄、あらゆる武器(犠牲を殺すナイフも含む)、腫瘍や皮膚病の治療を司り、犠牲として黒犬を好む。檀原によれば彼は鉈を携える、鍛冶屋出身の軍神で、金属や道具を司り、鍛冶屋、機械工、エンジニア、化学者、兵士の守護者である。チャンゴとは永遠のライバル関係に有り、聖人ペトロが当てられ、パロ・モンテではサラバンダといい、幸運(Ire)としての彼を表す黒い石が、釘や鍵などと共に鍋(混沌の象徴)に入れらた状態で崇拝される。
- イェマヤ　(yemaya)

ＲＥグィリー説では、この女神は黄色の肌をした美人で、月と女性を司り、自らの子オルンガン(「幼な子イエス」があてられる)との近親相姦の果てにチャンゴ、太陽神オルン、月の女神オチュなど14柱の子を産み、腹が割れてイル・イフェで死ぬ。対応する守護聖人に規則の聖母(英語版)をあげる。檀原説では、この「Yemaya」(イェマヤ或いはジェマヤ)という名称は「ジェジェ・オモ・エハ」(Yeye Omo　eja「魚の子」の意)という語の略称である可能性があり、他の複数の男性神と関係を持ち、軍神オグンから兵器の扱いを、農耕神オリシャ・オコ英語版から農業を、占術の神オルンラから占術を習って(他の男性神と関係している可能性もある)その技術を漁師のオリチャであるエリンレ英語版記事(大天使ラファエルと同一視される)へ伝え、かつ彼の舌を抜いている。パロ・モンテではマードレ・デ・アグア(水の母)と呼ばれる。
- オチュン　オシュン (oshun)

ＲＥグィリーによれば「オシュン」はオシュン川の女神で、愛と結婚と黄金と金銭を司り、扇子と貝殻、鏡を好み、黄色が好きでカボチャが捧げられる。またチャンゴの寵愛を受ける。檀原によれば母性愛と女性美を司るオリチャで、チャンゴの妻として彼を自分の思うままに操る。また檀原は「oshun」に関し「彼女は強力な魔女にもなる」という資料があるが、彼女にはその権限、能力がない点について「オチュン」と魔法祭儀を司る「オスン」の混同された可能性を指摘し、パロ・モンテの「ママコーラ」がこれにあたるとしている。
- オッドゥドゥア　(英語版)

ＲＥグィリー説では、オッドゥドゥアはオバタラの配偶者で、アガニュとイェマヤを生み、2人へ授乳する黒人の母親という形で表される。聖人は(聖クララ)があてられる。檀原説ではオッドゥドゥア(oduduwa)は男性で、人間の創世に関与しており、信仰の過程で「オドゥアという女神」と習合した可能性がある。檀原によれば、聖 インマヌエルと同一視されたために、人の死の際は彼が死体を腐らせる役を持つ。
- アガニュ　アガジュ　(Aganyu)　(英語版)

ＲＥグィリー説では、「アガニュ」表記で、オバタラとオドゥドゥアの息子とされ、姉妹であるイェマヤとの近親婚によって産まれた眉目秀麗な息子オルンガン(英語版)に嫉妬し死んだという伝説を載せる。ヨセフがあてられる聖人である。檀原説では「アガジュ」と表記され、砂漠と火山を司るとされ、人でなしであったが回心しオリチャとなったものの、癇癪を起こしては、イェマヤによって癒されている。チャンゴの父親とされる。また彼に聖人クリストフォロス(ハバナの聖人)があてられるため、川、船、旅人の守護者となった。パロ・モンテのブラソ・フエルテと同一視される。
- オバ　(Oba)(英語版記事)

ＲＥグィリーによればオバ川(英語版)の女神で、配偶者であるチャンゴを追いかけている。檀原によれば結婚生活の守護者で「耳を切った」と言われる。シエナのカタリナ教会博士があてられる。
- オヤ　オジャ(oya) (英語版)

ＲＥグィリー説で「オヤ」はオグンの妻で、記憶、死、墓地を司る正義の守護者で風のアレフィを使者とし、チャンゴの内縁の妻でもあり、自身の持つ火の支配権をチャンゴへ与える。「オジャ」表記する檀原説では、彼女は台風などを司る軍神で、オグン、チャンゴと肉体関係に有る。檀原によれば死者の霊魂はオジャにより冥府Orinへ連れられるという。聖人は聖テレジア教会博士(英語版記事)、聖母マリアの1相である聖燭祭の聖母(英語版)があてられ、パロ・モンテではセンテ―ジャと呼ばれる。
- オチョシ　(ochosi)

ＲＥグィリー説では狩人と鳥、野生生物の守護神で、牢獄の見張りもする。聖イシドールスがあてられる。檀原説では兵士、猟師、漁師の守護神であったが、後に「獲物を探し周囲を注意深く見る力」がイファ占いで影響を持つようになり、「左手の道」の施術師(いわゆる黒魔術)になった。11～12世紀のドイツの聖人ノルベルト(英語版)があてられ、パロ・モンテでワタリアンバと呼ばれる。
- ババル・アイェ　ババル・アジェ　(Babalu　aye)　(英語版)

ＲＥグィリーによれば、「ババル・アイェ」は病人の守護者で、松葉杖で表され、二匹の犬を連れる。檀原によれば「ババル＝アジェ」、は、松葉杖をつき足を引きずる男の姿をし、天然痘などの感染症を齎しあるいは取り去ると言われ、野良犬やジャッカルをトーテムとし、雄ヤギ、ハト、ウズラ、ホロホロ鳥が捧げられる。ラザロと同一視され、パロ・モンテでコバジェンデに当たる。また死体を墓まで運ぶと言われる。
- オチュマレ　英語版

檀原によればオチュマレはヨルバ語で「虹」の意で、祖先とのつながりの象徴。ＲＥグィリーによれば「虹の女神」の訳を務め、「希望の聖母」英語版　があてられる。
- イベイ　イベジ　(ibeyi　los ibeyis)　英語版記事

　檀原によればibeyiあるいはlos ibeyisは双子でタエボ(Taewo或いはTaivo英語版記事)、カインデ(kaindeまたはKehinde)という2柱で家庭、子供を守護する。タエボが兄でカインデが弟とされるが同時にタエボが若く、カインデの方が年上であるともいわれる。チャンゴとオチュンの子とされ、イェマヤに育てられる。ブードゥーでの「マラッサ」に当たる。コスマとダミアン(英語版記事)があてられる聖人である。
- オロクン　(Olokun)(英語版記事)

　ＲＥグィリーによれば、この神は非常に長い髪をした両性具有者で、海底で人魚と一緒に住み、海を監視する。檀原によれば、この「海底の王」には男性説と女性説がある。
- ジェガ　(Yega　Yewa(スペイン語版記事))

　檀原によれば、アフリカでこの女神は川とラグーンを司り、ラグーンの畔にある洞窟に住むと言われていたが、サンテリアでは墓、死の支配者となった。貞節を守り切った老婆とされる彼女は、死者の体を墓穴へ導き、魂をオジャへ渡すと言われる。モンセラートの聖母(英語版記事)があてられる。
- オサイン　(Osain Osayin)　英語版記事

　檀原によれば、薬草のオリチャで、チャンゴの教父として彼へその知識を与えている。聖人は聖シルヴェストロ
やアンブロジオ(英語版記事)と同一視される。彼は、背が低く、腕、目、足が1本とされるが、耳については「大きいが聴こえない」あるいは「非常に小さいが優れた聴覚を持つ」といわれる。